# Байбурин, Наиль Габдуллович
Наиль Габдуллович Байбурин (баш. Наил Габдулла улы Байбурин; 17 июля 1956, Уфа, БАССР — 20 июля 2015, Уфа, Башкортостан, Россия) — театральный художник и режиссёр, сценограф, драматург, живописец, художник ассамбляжа и инсталляции. Заслуженный деятель искусств Башкирской АССР. Лауреат международной премии имени Дж. Неру (1988); дипломант II Республиканского фестиваля «Колонсак» («Жеребёнок», 2001). Член Союза художников и Союза театральных деятелей, член творческих групп «Инзер», «Чингисхан». Основоположник современных течений в изобразительном искусстве Башкортостана: инсталляция, перформанс и концептуализм.

## Биография
Ученик  Эрнста Саитова, педагогов Мухамета Арсланова и Рашита Нурмухаметова.
После окончания УГИИ (1980) преподаватель УНИ (до 1985), в 1980 году у преподавал в Уфимском училище искусств.
С 1981 года — участник республиканских, всероссийских, всесоюзных, международных и зарубежных выставок. Персональные выставки художника неоднократно проходили в Дели (Индия), Уфе, Москве.
Работал художником-постановщиком, главным художником, режиссёром Башкирского театра кукол. Оформил свыше 30 спектаклей в театрах республики: в Театре кукол — «Индийская легенда» (1987) И. Гусевой и С. Потабенко, «Лисистрата» (1988) Аристофана, «Букет для мамы» (2002) И. Р. Альмухаметова; в Национальном Молодёжном театре — «Студенттар» (2002; «Студенты») И. Гаитбая; в Сибайском театре драмы — «Башкорт туйы» (1989), «Аҡ ҡоҙғон» (1994; «Белый ворон») Байбурина; в театре «Нур» — «Платочек юности моей» (1995) Т. Г. Миннуллина; в Екатеринбургском театре кукол — «Волшебная лампа Аладдина» (1990) Н. Гернет, «Ищи ветра в поле» (1997) В. Ф. Лифшица и Е. Н. Кичановой и др.
Один из самых заметных перфомансье Башкортостана. Автор перформансов «Науруз-байрам», «Принцесса Чингизхана», «Золотая пайцза», «Сульды». Руководитель многих арт-проектов и режиссёром оригинальных перфомансов. Основал галерею «Мирас».
Произведения Наиля Байбурина хранятся в Башкирском государственном художественном музее им. М. В. Нестерова, Театральном музее имени А. А. Бахрушина, частных собраниях России и за рубежом.
Организатор этно-артфестиваля «Прямая линия» при Московском доме национальностей.

## Семья
Отец — Габдулла Гиндуллович Байбурин (1925—1994) — башкирский писатель, участник Великой Отечественной войны.